# Dmitrij Torbinski
Dmitrij Jewgienijewicz Torbinski (ros. Дмитрий Евгеньевич Торбинский, ur. 28 kwietnia 1984 w Norylsku) – piłkarz rosyjski grający na pozycji prawego pomocnika w FK Krasnodar.

## Kariera klubowa
Torbinski pochodzi z Norylska, jednym z najbardziej na północ wysuniętych miast na świecie. Nie miał tam jednak warunków do uprawiania piłki nożnej ze względu na małe zaplecze sportowe, toteż w wieku 12 lat wyjechał z rodzicami do Moskwy i tam też podjął treningi w Spartaku Moskwa. Przez dłuższy czas Torbinski stacjonował w rezerwach Spartaka, aż w 2002 roku awansował do kadry pierwszej drużyny i wtedy też zadebiutował w rozgrywkach Premier Ligi, a Spartak zajął 3. pozycję. Podobnie jak w 2002, tak i w 2003 roku Torbinski wystąpił zaledwie w 3 ligowych meczach, ale za to wywalczył swoje pierwsze trofeum – Puchar Rosji. W 2004 roku ani razu nie pojawił się na boiskach Premier Ligi, a na rok 2005 został wypożyczony do grającego Pierwszej Dywizji (odpowiednik II ligi) Spartaka Czelabińsk, w którym miał pewne miejsce w wyjściowej jedenastce. W 2006 roku Dmitrij powrócił do Spartaka i w końcu coraz częściej wybiegał na boisko przyczyniając się do wywalczenia wicemistrzostwa Rosji. W 2007 roku powtórzył ze Spartakiem ten sukces.
Na początku 2008 roku Torbinski zmienił barwy klubowe i przeszedł do lokalnego rywala, Lokomotiwu Moskwa. 16 marca zadebiutował w przegranym 0:1 domowym spotkaniu z Rubinem Kazań.
W lipcu 2013 przeniósł się do Rubinu Kazań. W sezonie 2014/2015 grał w FK Rostów, a latem 2015 przeszedł do FK Krasnodar. Następnie grał w Pafos FC i Bałtice Kaliningrad, by w 2018 przejść do Jeniseju Krasnojarsk.
| Sezon   | Klub                | Kraj  | Rozgrywki                 | Mecze | Bramki |
| ------- | ------------------- | ----- | ------------------------- | ----- | ------ |
| 2003    | Spartak Moskwa      | Rosja | Premier Liga              | 3     | 0      |
| 2004    | Spartak Moskwa      | Rosja | Premier Liga              | 3     | 0      |
| 2005    | Spartak Moskwa      | Rosja | Premier Liga              | 0     | 0      |
| 2005    | Spartak Czelabińsk  | Rosja | Pierwsza Dywizja          | 24    | 4      |
| 2006    | Spartak Moskwa      | Rosja | Premier Liga              | 13    | 0      |
| 2007    | Spartak Moskwa      | Rosja | Premier Liga              | 24    | 3      |
| 2008    | Lokomotiw Moskwa    | Rosja | Premier Liga              | 20    | 3      |
| 2009    | Lokomotiw Moskwa    | Rosja | Premier Liga              | 17    | 1      |
| 2010    | Lokomotiw Moskwa    | Rosja | Premier Liga              | 17    | 0      |
| 2011/12 | Lokomotiw Moskwa    | Rosja | Premier Liga              | 34    | 1      |
| 2012/13 | Lokomotiw Moskwa    | Rosja | Premier Liga              | 15    | 3      |
| 2013/14 | Rubin Kazań         | Rosja | Premier Liga              | 19    | 1      |
| 2014/15 | FK Rostów           | Rosja | Premier Liga              | 27    | 2      |
| 2015/16 | FK Krasnodar        | Rosja | Premier Liga              | 15    | 0      |
| 2016/17 | FK Krasnodar        | Rosja | Premier Liga              | 12    | 0      |
| 2017/18 | Pafos FC            | Cypr  | Protathlima A’ Kategorias | 3     | 0      |
| 2017/18 | Bałtika Kaliningrad | Rosja | Pierwyj diwizion          | 10    | 0      |
| 2018/19 | Bałtika Kaliningrad | Rosja | Pierwyj diwizion          | 8     | 1      |

## Kariera reprezentacyjna
W 2005 roku Torbinski zaliczył 3 mecze i zdobył 1 gola w młodzieżowej reprezentacji Rosji U-21. Natomiast 24 marca 2007 zadebiutował w pierwszej reprezentacji w wygranym 2:0 wyjazdowym meczu z Estonią, rozegranym w ramach eliminacji do Euro 2008.

### Bramki w reprezentacji
| #  | Data            | Miejsce                             | Przeciwnik | Bramka | Rezultat | Rozgrywki  |
| -- | --------------- | ----------------------------------- | ---------- | ------ | -------- | ---------- |
| 1. | 23 maja 2008    | Stadion Lokomotiwu, Moskwa, Rosja   | Kazachstan | 5:0    | 6:0      | Towarzyski |
| 2. | 21 czerwca 2008 | St. Jakob-Park, Bazylea, Szwajcaria | Holandia   | 2:1    | 3:1      | Euro 2008  |